# عمرو عبد الحميد (كاتب)
عمرو عبد الحميد (مواليد سنة 1987)، هو كاتب وروائي مصري. درس الطب متخصصًا بجراحة الأنف والأذن والحنجرة بجامعة المنصورة. اشتهر كاتبًا في مجال الخيال بأول أعماله المنشورة وهي ثلاثية أرض زيكولا وأماريتا ووادي الذئاب المنسية، وصدر له أيضًا دقات الشامو الجزء الثاني من رواية قواعد جارتين وجزئها الثالث أمواج أكما.

## من مؤلفاته
- بدأ كتابة الرواية مع محاولتين روائيتين قصيرتين عام 2008 هما حسناء القطار وكاسانو.
- أرض زيكولا (2010).
  - أماريتا (2016).
  - وادي الذئاب المنسية (2023).
- قواعد چارتين (2018).
  - دقات الشامو (2019).
  - أمواج أكما (2020).
- فتاة الياقة الزرقاء (2021).
- واحة اليعقوب (2025).

## وصلات خارجية
- (فيديو): لقاء تلفزيوني مع الكاتب عمرو عبد الحميد
- صفحة كتبه على موقع كودريدرز